# Himno de Caldas
Con motivo de la celebración del Cincuentenario de la fundación del Departamento en 1980, el Maestro Guillermo Ceballos Espinosa presentó a la Gobernación de Caldas, por encargo de su titular doña Dilia Estrada de Gómez, el himno que fue adoptado para solemnizar dicha efemérides y que siguieron interpretando las bandas de música y los planteles de educación de esta sección del país en retretas y actos oficiales con gran aceptación.
El Himno se divulgó en el periódico La Patria, en la revista Civismo, en libros y otras publicaciones, tanto la letra como su partitura musical fue grabado en discos LP, por la Banda de Neira cuando obtuvo el primer premio en el Concurso Nacional de Bandas Juveniles. Se acompañan las partituras y las letras conforme fueron publicadas en el libro titulado «MANIZALES DE AYER Y DE HOY».
La letra y música del himno del departamento de Caldas es de la autoría del Maestro Guillermo Ceballos Espinosa, destacado hombre cívico e historiador de la ciudad de Manizales, los arreglos son del maestro Fabio Miguel Fuentes. Fue adoptado en el año de 1997, siendo gobernador del departamento el doctor Ricardo Zapata Arias. 
CORO
¡Viva Caldas! Espléndida comarca;
de virtudes glorioso caudal
de Colombia modelo que marca
el compás de su marcha triunfal
I
Descendientes de casta bravía;
de los Andes magnífica luz,
somos raza donde arde la vida
con destellos de ciencia y salud.
II
Salve Caldas comarca pionera
de progreso fecundo vergel;
salve cuna de raza procera
de Colombia parcela más fiel.
- Datos: Q5898045